# Zabolot, Radomîșl
Zabolot (în ucraineană Заболоть) este o comună în raionul Radomîșl, regiunea Jîtomîr, Ucraina, formată numai din satul de reședință.

## Demografie
Componența lingvistică a comunei Zabolot
     Ucraineană (99,35%)
     Alte limbi (0,65%)
Conform recensământului din 2001, majoritatea populației comunei Zabolot era vorbitoare de ucraineană (99,35%), existând în minoritate și vorbitori de alte limbi.